# Олешко Віталій Ігорович
Віта́лій І́горович Оле́шко (псевдо «Сармат»; 16 вересня 1975 — 31 липня 2018) — солдат резерву Національної гвардії України, учасник російсько-української війни, підприємець, громадський активіст.

## Життєпис
Закінчив Артемівську ЗОШ, 1992-го — Республіканське училище олімпійського резерву. З 1999 року мешкав у Бердянську. 3 2000 року є приватним підприємцем. Брав активну участь в Помаранчевій революції.
Під час Революції Гідності вів активну громадську діяльність. Був активним членом Самооборони Бердянська. З травня 2014-го — доброволець, батальйону «Донбас». Був членом Громадського формування з охорони громадського порядку та кордону «Громадський дозор» (2016).
Перший бій прийняв на блокпосту біля Попасної у 2014 році. Блокпост зайняти не змогли, зі 100 бійців четверо полягли та одинадцять зазнали поранень. Із другої спроби, через кілька днів, терористів було вибито з блокпоста. Штурмували Лисичанськ, 23 серпня опинилися в Іловайську.
Під час виходу з Іловайська російські війська обстрілювали колону впритул, військовики кинулися в лобову атаку. В ході семигодинного бою полонили дев'ять росіян-військовиків. Зайняли оборону в Красносільському, куди прибули з білим прапором на перемовини російські офіцери. 30 серпня потрапив до полону терористів, де пробув пів року. У другій половині лютого 2015-го звільнений з полону.
Повернувшись з полону, почав активну громадську діяльність, спрямовану на покращення життя в місті, припинення корупції, «кумівства», та намагався змусити місцеву владу працювати на громаду. З часу виборів почалася активна фаза протистояння з місцевим олігархом і народним депутатом Пономарьовим Олександром Сергійовичем, якій повністю підпорядкував усі ланки місцевої влади.
З 2016 року проти Олешка відкрили 15 адміністративних проваджень за ст. 173 КУпАП (дрібне хуліганство щодо працівників КП «Бердянськводоканал», Бердянського виконавчого комітету) та кримінальне провадження за ч. 1 ст. 125 (умисне легке тілесне ушкодження), ч. 2 ст. 345-1 (умисне заподіяння журналісту, його близьким родичам чи членам сім'ї побоїв, легких або середньої тяжкості тілесних ушкоджень у зв'язку із здійсненням цим журналістом законної професійної діяльності) КК України, потерпілі в справі: Дьомін Володимир Олександрович та міський голова Бердянська (з 2015) Володимир Чепурний. Але остаточного рішення щодо обвинувачень суд не виніс.
З кінця 2017 року був журналістом газети «Час справедливості», у стрімах висвітлював проблеми міста.[джерело?]
31 липня 2018 двоє невідомих застрелили Олешка перед входом до готелю «Атмосфера» в Бердянську.

## Нагороди
- Орден «За мужність» III ступеня (25.3.2015) За особисту мужність і високий професіоналізм, виявлені у захисті державного суверенітету та територіальної цілісності України

## Родина
- Син — Мирослав Олешко —  підсанкційний блогер[5].